# Vi de l'Alguer
El vi de l'Alguer és un vi amb denominació d'origen (en italià Denominazione di Origine Controllata, DOC) etiquetat sota la denominació DOC Alghero que pot està seguida de les especificacions Bianco, Rosato, Rosso, Torbato, Chardonnay, Sauvignon, Vermentino Frizzante, Sangiovese, Cagnulari o Cabernet.
Predominen els vins blancs de les tipologies Torbato i Vermentino Frizzante. Les varietats de cannonau (garnatxa) i torbato (trobat) són originàries de Catalunya.

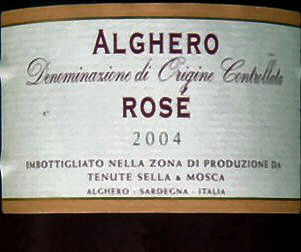
Etiqueta d'un vi rosat de l'Alguer

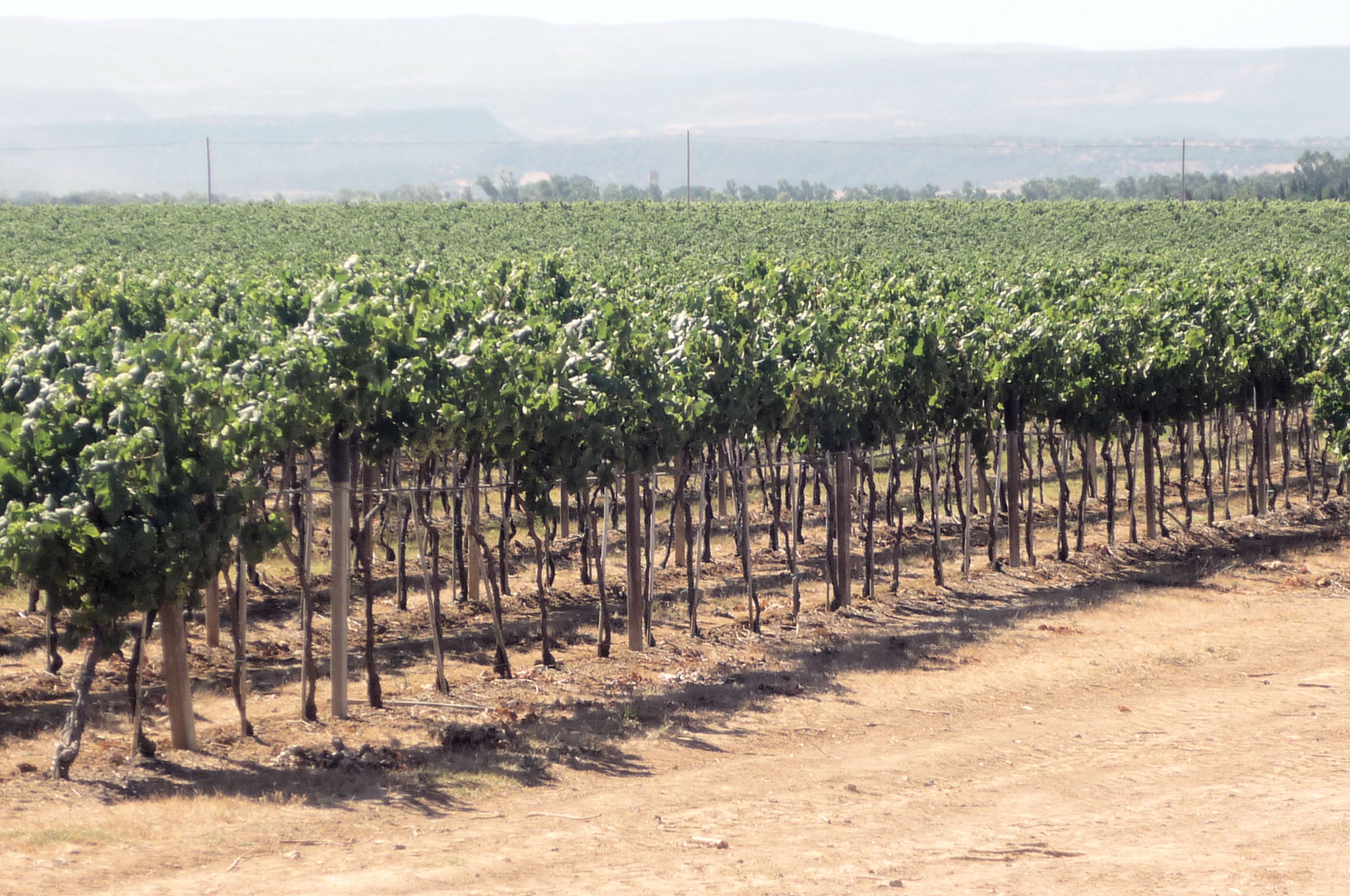
Vinyes de Sella&Mosca, al nord de l'Alguer.

La DOC va ser creada el 1995 i l'àrea de producció inclou els municipis de l'Alguer, Olmedo, Ossi, Tissi, Usini, Uri, Ittiri, i part de Sàsser, a la província de Sàsser. És la denominació d'origen més important de Sardenya amb una producció del 40% de l'illa.